# Cookie salad
La cookie salad è un dolce statunitense prevalentemente diffuso negli Stati Uniti d'America medio-occidentali.
Di semplice preparazione, la cookie salad si ottiene miscelando latticello, pudding alla vaniglia, panna montata, mandarini e biscotti shortbread al fudge. Volendo possono essere aggiunti frutti di bosco a piacere.
Analogamente a tante altre dessert salad pastose diffuse nel Midwest, la cookie salad è spesso presente in occasione di feste e potluck, ed è particolarmente apprezzata dai bambini.